# Slaget vid Pułtusk
Denna artikel handlar om slaget under stora nordiska kriget 1703. För slaget på samma plats under napoleonkrigen 1806, se slaget vid Pułtusk (1806).

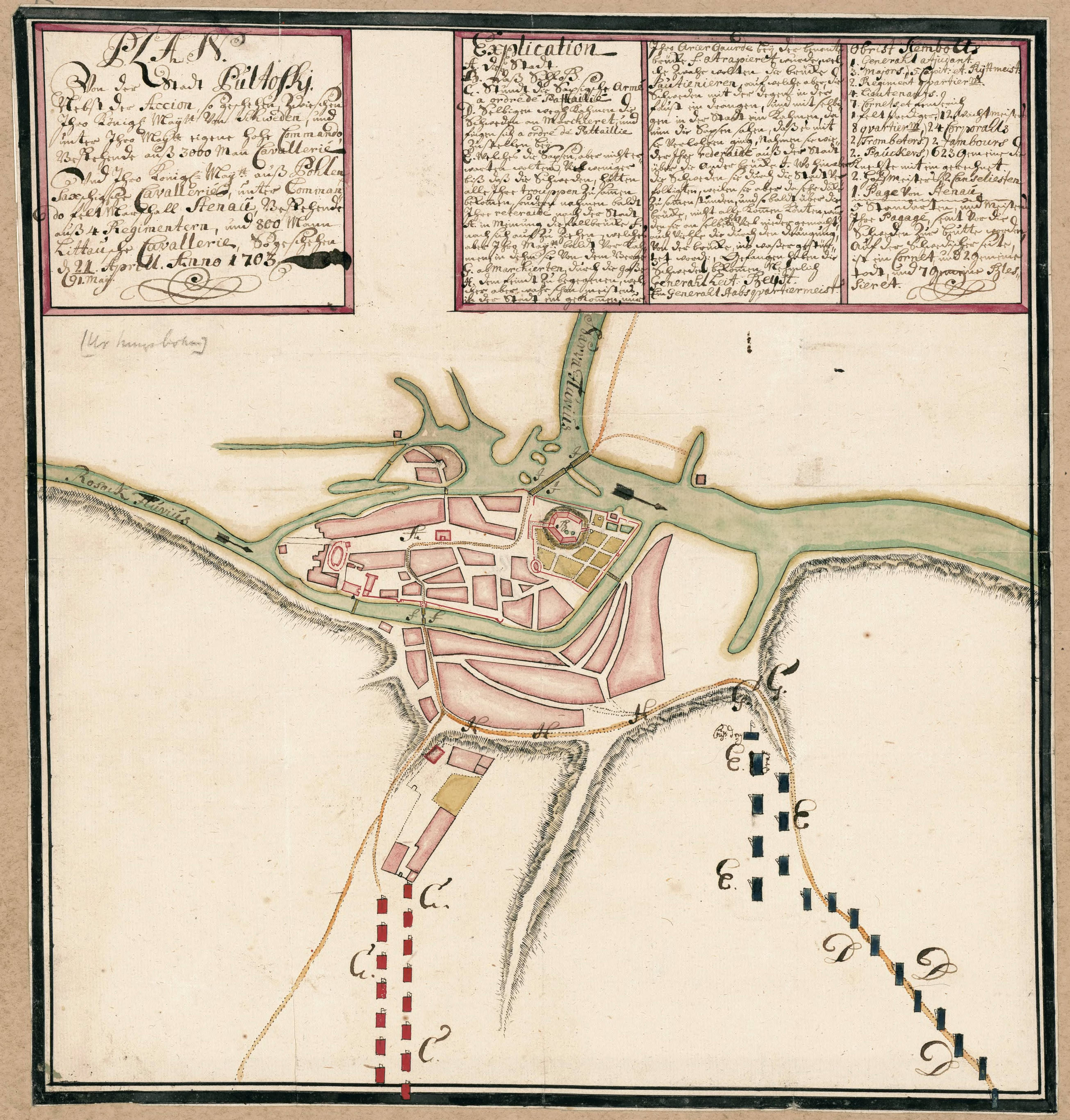
Karta över Pułtusk, med arméläger.

Slaget vid Pułtusk var ett fältslag under det stora nordiska kriget som utkämpades mellan svenska trupper under Karl XII och en styrka från Sachsen den 21 april 1703 vid staden Pułtusk i Polen. Slaget slutade med en svensk seger.

## Bakgrund
Efter att ha besegrat den sachsiska armén under slaget vid Kliszów marscherade den svenska armén under kung Karl XII till Warszawa, där hade fick full kontroll över norra Polen. Han skickade ett detachement under Carl Gustaf Rehnskiöld för att spana runt stadens norra utkanter efter sachsiska trupper.
Den sachsiska armén besegrades vid Kliszów men de flesta sachsare lyckades fly från slagfältet. August den Starke skickade resten av armén till nordväst och fyllde leden under hösten 1702 och vintern 1703. Han hade ett detachement i staden Thorn i södra Västpreussen under Adam Heinrich von Steinaus befäl. Steinau lämnade staden under februari 1703 med 8 kavalleriregementen för att inta ställning vid Pułtusk. När Rehnskiöld fick bud om Steinaus läge informerade han genast detta till Karl XII, som omedelbart följde med honom. Kungen var mycket angelägen om att krossa de sachsiska trupperna och han såg en chans att ge ett hårt slag mot det sachsiska kavalleriet.

## Slaget
Den sachsiska armén delades upp i två linjer väster om staden, på en ås med ett öppet fält framför dem. Under skymningen anlände svenskarna från söder med Buchwaldts dragoner i spetsen. När svenskarna kom blev Steinau förskräckt och den vänstra delen av linjen retirerade snabbt till Pułtusk, som låg på en ö i floden Narew. Buchwaldts dragoner förföljde dessa och den första skvadronen red över bron i hälarna på den sista sachsiska skvadronen. Det uppstod våldsam fäktning genom stadens gator. På torget beslöt sig sachsarna att sätta sig till motvärn, men så fort de svenska dragonerna anlände ångrade sig dessa. Buchwaldt och hans dragoner stormade och förvirrade de sachsiska trupperna. Sachsarna drevs tillbaka mot den östra bron, som visade sig vara en farlig flaskhals. Här måste de försvara sig själva så gott de kunde. Steinau och några av hans ryttare lyckades fly över bron, men de återstående sachsiska trupperna i staden kapitulerade.
När gryningen kom såg Hans Isak Ridderhielm, som befallde den svenska reserven, att den högra delen av de sachsiska trupperna drog sig tillbaka från kullen och beordrade Nils Gyllenstierna att anfalla dessa med ett detachement på omkring 300 man. Samtidigt beordrades Carl Gustaf Creutz att ta sin skvadron från staden för att anfalla samma formation. Under jakten förlorade sachsarna många man.

## Följder
Sachsarna förlorade omkring 200 döda och drunknade soldater, och omkring 600 tillfångatogs, ihop med den sachsiska trossen. Svenskarna förlorade omkring 20 döda och 40 sårade soldater. Det sachsiska kavalleriet fick ett förödande slag och var nu separerade från infanteriet stationerade runt Thorn i Västpreussen, som kom att bli Karls nästa mål.

## Deltagande svenska regementen
- Drabantkåren (2 skvadroner, Arvid Horn)
- Livregementet till häst (10 skvadroner, Jacob Spens)
- Norra skånska kavalleriregementet (6 skvadroner, Christian Albrecht von Buchwaldt)

Reserv: Skånska ståndsdragonerna (8 skvadroner, Hans Isak Ridderhielm)